# دامبلانویل
دامبلانویل (به فرانسوی: Damblainville) یک کمون (فرانسه) در فرانسه است که در canton of Falaise-Sud واقع شده‌است. دامبلانویل ۶٫۳۵ کیلومتر مربع مساحت دارد ۸۰ متر بالاتر از سطح دریا واقع شده‌است.